# کلر میچل-تاورنر
کلر میچل-تاورنر (انگلیسی: Claire Mitchell-Taverner؛ زادهٔ ۱ ژانویهٔ ۱۹۷۰) بازیکن هاکی روی چمن اهل استرالیا بود.